# 李晓超
李晓超（1962年2月—），男，汉族，安徽临泉人，1983年12月加入中国共产党，中华人民共和国政治人物。

## 生平
1984年毕业于阜阳师范学院数学系。1984年至1986年，在上海财经大学统计专业研究生学习。历任国家统计局国民经济平衡司科员、主任科员、副处长，国家统计局国民经济核算司副处长、处长，国家统计局国民经济综合统计司副司长、司长，国家统计局人口和就业统计司司长，国家统计局新闻发言人，国家统计局湖北调查总队总队长。2013年12月，任国家统计局总经济师。2016年12月，任国家统计局副局长、党组成员。2022年6月7日，不再担任国家统计局副局长职务。